# Mariä Himmelfahrt (Atzenbach)

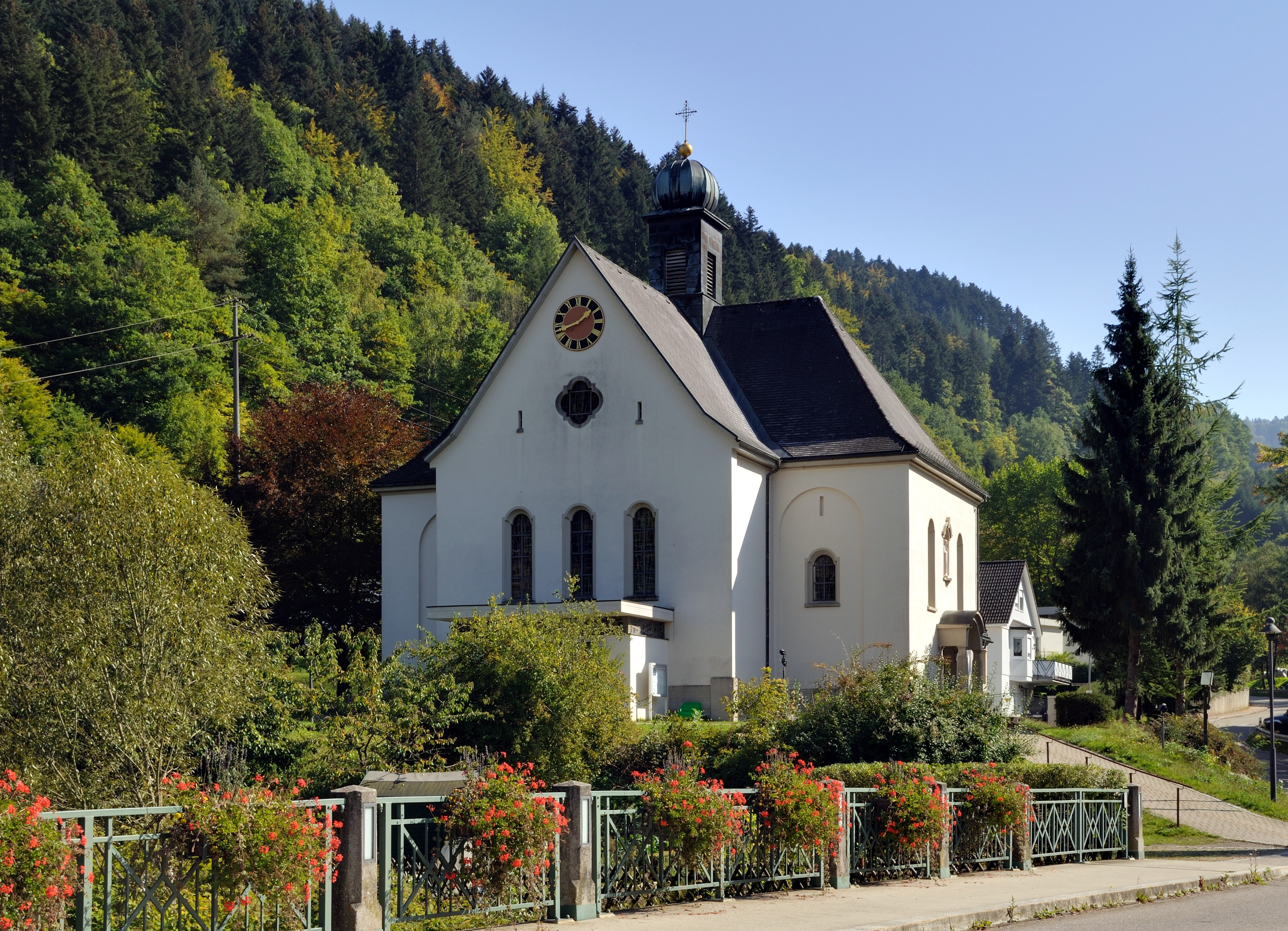
Mariä Himmelfahrt

Mariä Himmelfahrt ist eine römisch-katholische Kirche im Zeller Stadtteil Atzenbach, die Ende der 1920er Jahre im Stil des Neorenaissance erbaut wurde.

## Geschichte
Die Kirche Mariä Himmelfahrt in Atzenbach wurde in den Jahren 1928 bis 1929 erbaut. Die Planung geht auf den Oberbaurat H. Graf und den Bauoberinspektor Luger vom Erzbischöflichen Bauamt in Freiburg zurück. Im Jahr 1942 wurde die Gemeinde Atzenbach von Zell im Wiesental als Kuratie getrennt und 1964 eine selbständige Pfarrei. 1972 wurden der Innenraum und der Bereich des Haupteingangs neu geschaffen. Den neuen Altar und Ambo aus Juramarmor schuf der Künstler Siegfried Fricker. Eine weitere Innenrenovierung erfolgte 2002.

## Beschreibung

### Kirchenbau
Das Gotteshaus Mariä Himmelfahrt befindet sich an der Durchfahrtsstraße von Atzenbach nach Riedichen, linksseitig, unweit der Wiese. An das mit einem Satteldach gedeckte Langhaus schließen sich nördlich und südlich kurze Querhäuser, östlich die Chorapsis an, deren Dächer abgewalmt sind. Das Hauptportal in der Westfassade ist über einen kleinen Vorraum mit Flachdach geschützt. Darüber befinden sich drei bogenförmig abschließende Fenster. Im Giebel sitzt eine kleine Fensterrose, darüber befindet sich das Zifferblatt der Kirchenuhr. Das südliche Querhaus verfügt über einen Seiteneingang mit einem kleinen Vorbau. Über dem Seiteneingang ist eine Statue als Relief in die Wand eingelassen, die von zwei bogenförmigen Fenstern flankiert wird. Über der Vierung erhebt sich ein kleiner, quadratischer Dachreiter mit eckigen Klangarkaden, der von einer Zwiebelhaube, einer Turmkugel und einem Kreuz bekrönt wird.

### Innenraum und Ausstattung

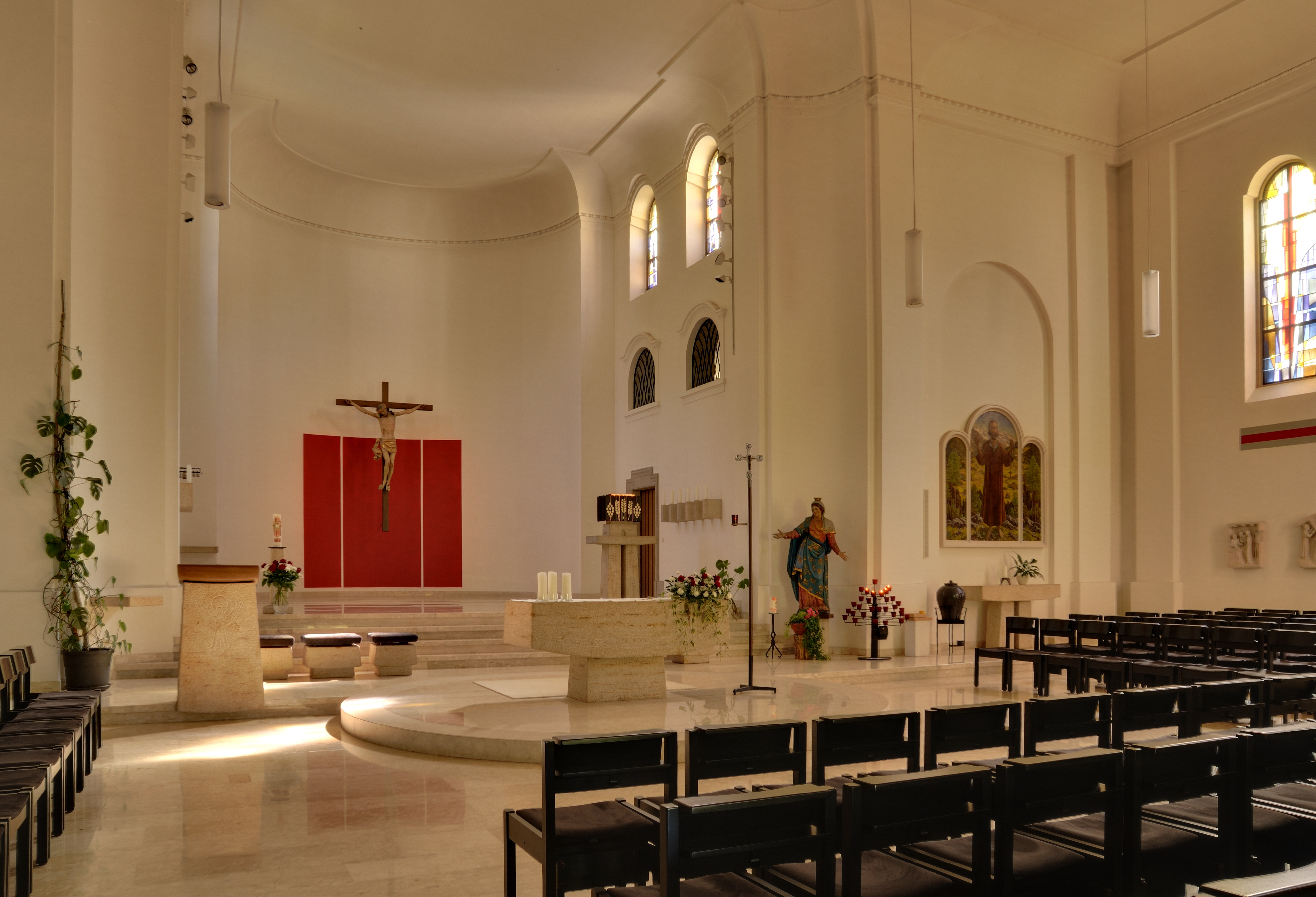
Kirchenraum

Im Innenraum befindet sich ein flaches Kuppelgewölbe an der Vierung, der Chorraum und die Seitenschiffe sind mit flacher Decke eingezogen. Im Chor stehen ein schlichter Ambo und Altar aus Marmor. Auf der Chorrückwand ist ein rotes Rechteck aufgemalt. Beidseitig des Chors schmücken zwei Ölgemälde die Seitenaltäre. Auf dem linken Bild ist die Heilige Familie dargestellt, auf dem rechten der segnende Jesus Christus. Die Darstellungen stammen von dem Freiburger Kunstmaler Hans Franke.

### Orgel

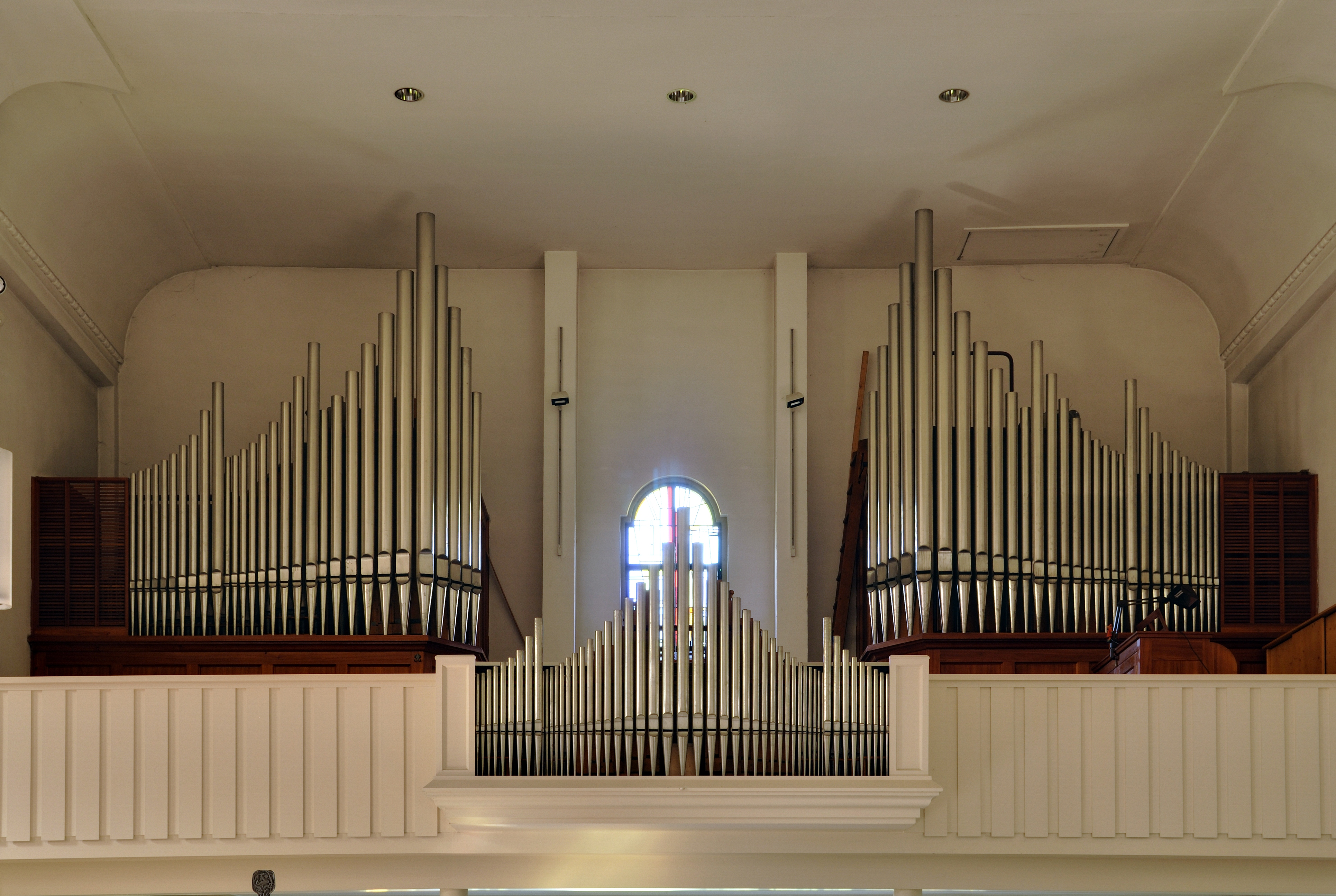
Blick auf die Orgel

Die Orgel auf der Empore über dem Haupteingang von 1953 stammt von der Werkstatt G. F. Steinmeyer & Co. aus Oettingen. Sie wurde 2002 nach dem Umbau der Kirche von Orgelbau Späth renoviert. Das Instrument arbeitet mit elektrischer Spiel- und Registertraktur und umfasst 26 Register, auf zwei Manualen und Pedalen.
| I Hauptwerk C–g3 |       |
| Quintade         | 16′   |
| Principal        | 08′   |
| Gemshorn         | 08′   |
| Kleingedeckt     | 04′   |
| Trompete         | 08′   |
| im Rückpositiv   |       |
| Rohrflöte        | 08′   |
| Oktave           | 04′   |
| Waldflöte        | 02′   |
| Mixtur IV        | 1 ⁄3′ |

| II Schwellwerk C–g3 |        |
| Gedeckt             | 8′     |
| Salicional          | 8′     |
| Prinzipal           | 4′     |
| Blockflöte          | 4′     |
| Quinte              | 2 ⁄3′  |
| Oktav               | 2′     |
| Terz                | 1 3⁄5′ |
| Sifflöte            | 1′     |
| Cymbel III          | 1⁄2′   |
| Rohrschalmei        | 8′     |
| Tremulant           |        |

| Pedalwerk C–f1         |     |
| Subbass                | 16′ |
| Quintadenbass (aus HW) | 16′ |
| Oktavbass              | 08′ |
| Pommerbass             | 08′ |
| Choralbass (aus HW)    | 04′ |
| Flötbass               | 04′ |
| Mixturbass IV          | 02′ |
| Stillposaune           | 16′ |

- Koppeln: II/I, I/P, II/P

### Glocken
Das dreistimmige Geläut setzt sich wie folgt zusammen:
| Nr. | Schlagton | Gussjahr | Material      | Gießerei                  |
| --- | --------- | -------- | ------------- | ------------------------- |
| 1.  | d′        | 1950     | Eisenhartguss | J. F. Weule, Bockenem     |
| 2.  | es′       | 1950     | Eisenhartguss | J. F. Weule, Bockenem     |
| 3.  | as′       | 1928     | Bronze        | Glockengießerei Grüninger |